# Mele
Mele là một đô thị ở tỉnh Genova thuộc vùng Liguria, nằm ở vị trí cách khoảng 15 km về phía tây của Genova. Tại thời điểm ngày 31 tháng 12 năm 2004, đô thị này có dân số 2.630 người và diện tích là 16,9 km².
Đô thị Mele có các frazioni (đơn vị cấp dưới, chủ yếu là thôn làng) Acquasanta, Biscaccia, Fado, và Ferriera/Fondocrosa.
Mele giáp các đô thị sau: Bosio, Genova, Masone.